# Odilo Globočnik
Odilo Globocnik (Triëst (Italië), 21 april 1904 - Paternion, Oostenrijk, 31 mei 1945) was een prominente Oostenrijkse nazi met de rang van SS-Gruppenführer (generaal-majoor). Globocnik speelde een belangrijke rol voor de NSDAP in de Oostenrijkse politiek voorafgaand aan de Anschluss en nam nadien zitting in het Oostenrijks kabinet als staatssecretaris. Tijdens de oorlog organiseerde hij ambtshalve de massale Jodenvernietiging in de kampen Belzec, Sobibor en Treblinka.

## Jodenvervolging
In mei 1938 werd hij benoemd tot Gauleiter van Wenen, waar hij verantwoordelijk was voor de vervolging van Joden. Hij werd op 30 januari 1939 in deze functie wegens financiële wanorde, corruptie en interne conflicten afgezet. Hij besloot zich bij de SS-Verfügungstruppen – voorloper van de Waffen-SS – te voegen en nam deel aan de Poolse Veldtocht. In november 1939 benoemde Heinrich Himmler hem tot SS- und Polizeiführer in het district Lublin. Aldaar was hij als de leider van de Aktion Reinhard direct verantwoordelijk voor de moord op 1,5 à 2 miljoen Poolse Joden in de vernietigingskampen Treblinka, Bełżec en Sobibór. Tevens was hij in deze periode nauw betrokken bij het uitbuiten van met name Joodse werkkrachten ten bate van de Duitse industrie.

## Triëst
Na de overgave van Italië aan de geallieerden en de daaropvolgende Duitse overname van Noord- en Midden-Italië in september 1943, werd Globocnik overgeplaatst naar Triëst. Onder bevel van Karl Wolff, de hoogste SS- und Polizeiführer van Italië begon hij een grootschalige anti-partizanenoperatie. Naast veel partizanen werden ook andere tegenstanders van het regime, voornamelijk Joden en politieke tegenstanders, gedeporteerd en gemarteld. Vrijwel alle opgepakte personen - circa 25.000 in totaal - belandden in het kamp Risiera di San Sabba. In dat kamp kwamen onder het gezag van Globocnik tussen de 3.000 en 5.000 personen om het leven. Het merendeel van de overige gevangenen werd nadien gedeporteerd naar concentratie- of vernietigingskampen in Duitsland en Polen. Zo werd onder meer een kwart van de vooroorlogse Joodse populatie van Triëst naar Auschwitz gedeporteerd.

## Zelfmoord
Met de oprukkende geallieerden op zijn hielen, besloot hij samen met enkele trouwe medewerkers zich te verstoppen bij de Weissensee. Daar werd hij op 31 mei 1945 door Britse troepen gearresteerd en overgebracht naar Paternion. Globocnik pleegde daar omstreeks 11:30 uur zelfmoord door een cyanidepil kapot te bijten.

## Carrière
Globočnik bekleedde verschillende rangen in zowel de Allgemeine-SS als NSDAP. De volgende tabel laat zien dat de bevorderingen niet synchroon liepen.
| Datums                                            | NSDAP                                            | Allgemeine-SS       | Politie                       | Ministerie van Binnenlandse Zaken | Waffen-SS                                               |
| ------------------------------------------------- | ------------------------------------------------ | ------------------- | ----------------------------- | --------------------------------- | ------------------------------------------------------- |
| 1931                                              | Gauwalter u. Gaubetriebszellen- Propagandaleiter | —                   | —                             | —                                 | —                                                       |
| Januari 1933                                      | Stellvertretender Gauleiter der NSDAP            | —                   | —                             | —                                 | —                                                       |
| 1936                                              | Geschäftsführender Landesleiter der NSDAP        | —                   | —                             | —                                 | —                                                       |
| 9 november 1937                                   | —                                                | SS-Untersturmführer | —                             | —                                 | —                                                       |
| 12 maart 1938                                     | —                                                | —                   | —                             | Staatssekretär                    | —                                                       |
| 22 mei 1938                                       | Gauleiter der NSDAP                              | —                   | —                             | —                                 | —                                                       |
| 23 mei 1938 (met ingang van 12 maart 1938)        | —                                                | SS-Standartenführer | —                             | —                                 | —                                                       |
| 28 september 1938 (met ingang van 25 juli 1938)   | —                                                | SS-Oberführer       | —                             | —                                 | —                                                       |
| 3 juni 1939                                       | —                                                | —                   | —                             | —                                 | SS-Rottenführer der Reserve der SS-Verfügungstruppe     |
| 1939                                              | —                                                | —                   | —                             | —                                 | SS-Unterscharführer der Reserve der SS-Verfügungstruppe |
| 1 november 1939 (met RDA van 30 januari 1939)     | —                                                | —                   | —                             | —                                 | SS-Untersturmführer der Reserve der SS-Verfügungstruppe |
| 18 november 1939 (met Patent van 9 november 1939) | —                                                | SS-Brigadeführer    | —                             | —                                 | —                                                       |
| 9 november 1941                                   | Hauptbereichsleiter                              | —                   | —                             | —                                 | —                                                       |
| 26 september 1941                                 | —                                                | —                   | Generalmajor in de politie    | —                                 | —                                                       |
| 9 november 1942                                   | —                                                | SS-Gruppenführer    | Generalleutnant in de politie | —                                 | —                                                       |